# Бета-лактамази
Бета-лактамази (β-лактамази) — це група бактеріальних ферментів, які здатні розривати бета-лактамне кільце деяких антибіотиків (пеніцилінів, цефалоспоринів, карбапенемів та монобактамів), що належать до класу бета-лактамів.

## Структура та властивості бета-лактамаз

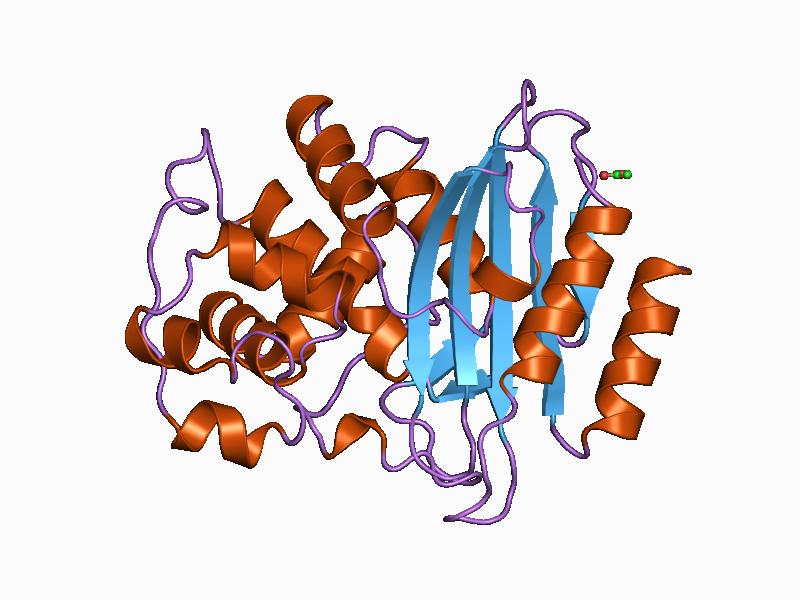
Структура бета-лактамази Streptomyces albus

Вплив бета-лактамази на бета-лактамне кільце антибіотиків

Бета-лактамази синтезуються здебільшого грам-позитивними бактеріями (Bacillus, клостридії, стафілококи та інші), а також деякими грам-негативними (Proteus, Citrobacter, Enterobacter, Serratia, Pseudomonas aeruginosa, Moraxella catarrhalis, Haemophilus influenzae), за рахунок чого ці бактерії отримують механізм резистентності до даних груп антибіотиків. Бета-лактамази розрізняються за своєю молекулярною масою, електрохімічними властивостями, послідовністю амінокислот та молекулярною структурою, або місцем синтезу — у хромосомах або плазмідах.
Гени, що кодують синтез бета-лактамаз знаходяться в бактеріальних хромосомах, або їх R-плазмідах і можуть передаватись іншим бактеріям шляхом трансдукції або трансформації. Уперше бета-лактамази були виявлені ще у 1940 році при дослідженні штамів Escherichia coli, які мали здатність руйнувати молекулу пеніциліну, але широкого розповсюдження інформація про ці ферменти набула у 80-х роках XX століття, коли в Аргентині, а пізніше у Німеччині були виявлені штами Klebsiella pneumoniae, які мали здатність інактивувати цефотаксим — перший цефалоспориновий антибіотик розширеного спектра дії — усього через рік після введення цього препарату у широку клінічну практику. Частина грамнегативних бактерій, наприклад клебсієлли, мають природну стійкість до бета-лактамних антибіотиків (внаслідок вироблення великої кількості хромосомних бета-лактамаз), але більшість бактерій мають набуту стійкість до бета-лактамних сполук внаслідок синтезу плазмідних бета-лактамаз, які особливо розповсюджені серед родини Enterobacteriaceae, та поширились він них на інші збудники, у тому числі синьогнійну паличку, гонококи та Vibrio cholerae. Вироблення бета-лактамаз бактеріями може бути як генетично обумовлене, так і обумовлена конституційними факторами мікроорганізмів, що пов'язані із перенесенням генетичної інформації плазмідами, а також індукованим під впливом дії на мікроорганізми антибіотиків. За останні десятиліття у світі поширюються, переважно у відділеннях інтенсивної терапії та хірургічних стаціонарах, штами мікроорганізмів, що виробляють бета-лактамази розширеного спектра, які нечутливі до усіх представників груп пеніцилінів та цефалоспоринів, та малочутливі до інших груп антибіотиків (фторхінолонів, аміноглікозидів) зі збереженою чутливістю лише до карбапенемів.

## Класифікація
Бета-лактамази поділяються по класах згідно з функціональними властивостями та молекулярною будовою. Відповідно до функціональної класифікації по Річмонду та Сайксу, бета-лактамази поділяються на 5 типів відповідно до їх дії на різні типи антибіотиків. До I типу належать ферменти, які розщеплюють цефалоспорини, до II типу — пеніциліни, до III та IV типів — розщеплюють бета-лактами широкого спектра дії, до V типу — ферменти, які розщеплюють ізоксазолілпеніциліни. Згідно з іншою функціональною класифікацією (по Бушу), бета-лактамази поділяються на 4 групи та додатково 8 підгруп. До групи 1 належать цефалоспоринази, які малочутливі до клавуланової кислоти, та виробляються частиною грамнегативних бактерій; до підгрупи 2а належать пеніцилінази, що виробляються грампозитивними бактеріями (переважно стафілококами); до підгрупи 2b належать бета-лактамази широкого спектра дії, які виробляються переважно бактеріями родини Enterobacteriaceae; до підгрупи 2be належать бета-лактамази розширеного спектра, які синтезуються клебсієллами, Proteus та Escherichia coli; до підгрупи 2br належать бета-лактамази широкого спектра та інгібіторостійкі, що виробляються Escherichia coli; до підгрупи 2с належать карбеніцилази, що продукуються грамнегативними бактеріями; до підгрупи 2d належать оксацилінази, що виробляються Pseudomonas aeruginosa; до підгрупи 2e належать цефалоспоринази, що виробляються Citrobacter diversus, Proteus vulgaris, Bacteroides та Stenotrophomonas maltophila; до підгрупи 2f належать карбапенемази без вмісту молекули цинку, які продукуються Serratia marcescens; до групи 3 належать цинковмісні карбапенемази, які виробляються Stenotrophomonas maltophila, синьогнійною паличкою, частиною видів Acinetobacter та Bacteroides; до групи 4 належать пеніцилінази, що виробляються Burkholderia sepacia. Відповідно до структурної класифікації, бета-лактамази поділяються на 4 молекулярні класи. До класу А належить більшість плазмідних бета-лактамаз, а також частина хромосомних β-лактамаз грамнегативних бактерій(виробляються клебсієлами, Citrobacter diversus, Proteus vulgaris та у більшості роду Bacteroides spp.). До класу В належать хромосомні цинковмісні бета-лактамази грамнегативних бактерій, які мають здатність інгібувати більшість бета-лактамних антибіотиків, включно із карбапенемами, — наприклад, Нью-Делійська метало-бета-лактамаза. До класу С належать хромосомні бета-лактамази, до яких чутливі більшість природних та синтетичних похідних пеніциліну, а також цефалоспорини І-ІІІ поколінь. До класу D належать плазмідні β-лактамази частини грамнегативних бактерій (переважно Pseudomonas aeruginosa).

## Інгібітори бета-лактамаз
Для боротьби з бета-лактамазами і захисту антибіотиків від їх дії, використовують специфічні інгібітори. Інгібітори бета-лактамаз можна розподілити на дві групи. До першої з них входять бета-лактамні антибіотики, які стійкі до дії бета-лактамаз — метицилін та інші пеніциліназостійкі антибіотики групи пеніцилінів, та карбапенеми. До іншої групи належать похідні бета-лактамних антибіотиків, які мають здатність незворотно зв'язуватися із бета-лактамазами, інактивуючи бактеріальний фермент. Під час цього процесу інгібітори бета-лактамаз руйнуються, у зв'язку із чим дістали назву «суїцидних» інгібіторів бета-лактамаз. До цієї групи належать препарати, які давно використовуються у клінічній практиці — клавуланова кислота, сульбактам, тазобактам та новий препарат релебактам.